# Ramón Margalef i López

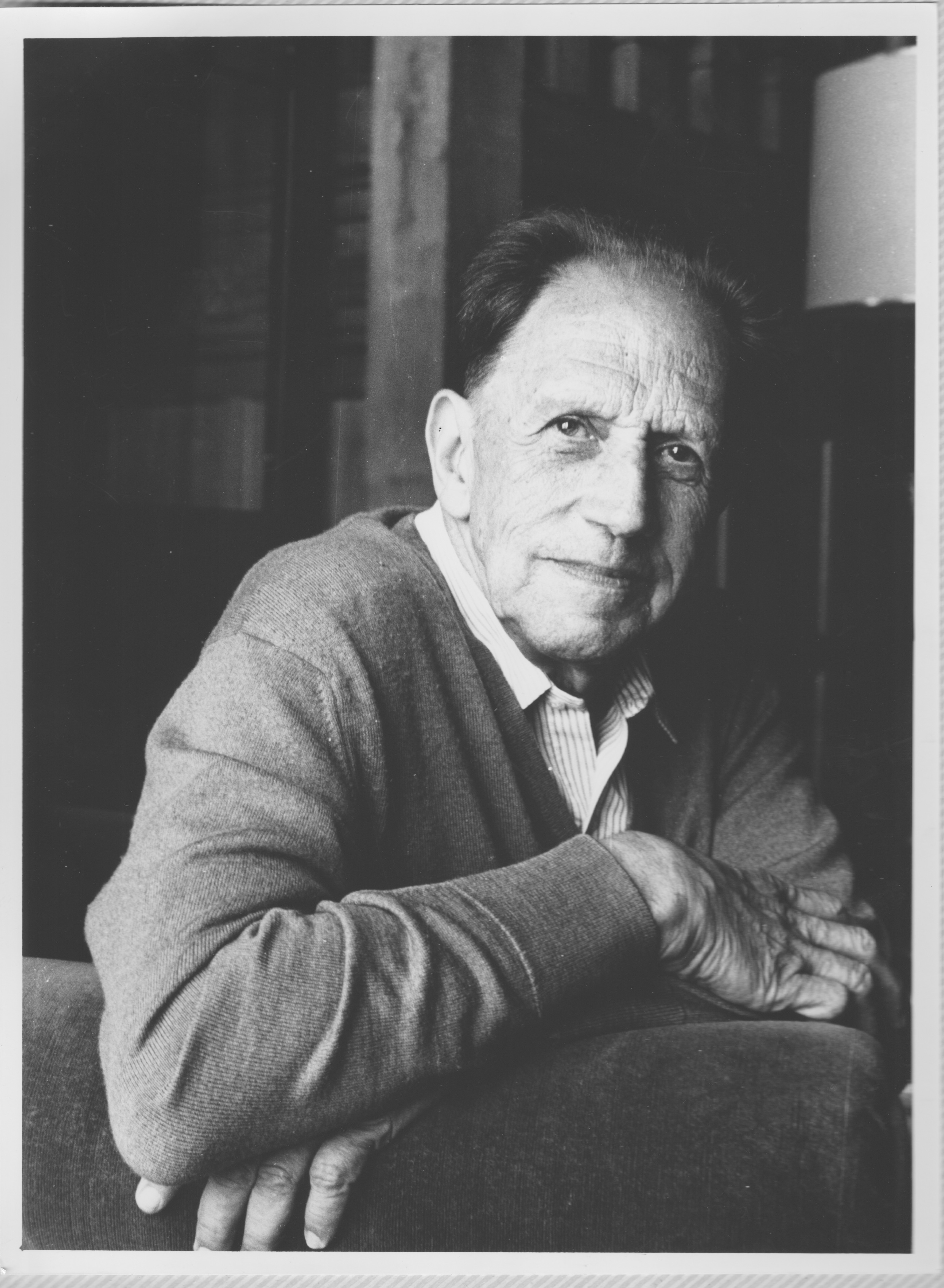
Ramon Margalef López

Ramón Margalef i López (Barcelona, 16 de Maio de 1919 —  23 de Maio de 2004) foi um Limnólogo e ecologista catalão.
Trabalhou durante muitos anos da sua juventude como ordenança no Instituto Botânico da cidade de Barcelona, antes de dar início aos seus estudos nos ramos das ciências naturais. Quando deu início aos seus estudos era já bastante conhecido pelos seus trabalhos sobre a investigação das algas de água doce e os processos de Eutrofização.
Completou a licenciatura em 1949 e em 1952 fez o doutoramento em Ciências Naturais.
Entre os anos de 1946 e 1951 trabalhou em Espanha no Instituto de Biologia Aplicada e no Instituto de Investigações Pesqueiras, onde foi o dirigente entre 1966 e 1967. Ainda em 1967 formou o Departamento de Ecologia da Universidade de Barcelona, que desde a sua fundação foi um centro de formação de ecologistas, limnólogos e oceanógrafos.
Ramón Margalef i López foi também o primeiro catedrático formado em Ecología de Espanha. Entre os seus vários trabalho destaca-se a Teoria de Informação dos Estudos Ecológicos, e a criação do modelos matemáticos para o estudo das populações. Foi o criador da teoria do Índice de Margalef sobre o estudo das espécies, que é uma forma utilizada na ecologia para estimar a variedade da biodiversidade numa determinada comunidade tendo por base na distribuição numérica dos indivíduos das diferentes espécies.

## Escreveu
- Comunidades Naturais editada em 1962,
- Perspectivas em Teoria Ecológica (publicado primeiramente em língua inglesa em 1968,
- Ecologia, editado em 1974,
- A Biosfera editado em 1980,
- Limnología, editado em 1983
- Teoria dos Sistemas Ecológicos editado em 1991.

Ao longo dos anos em que trabalhou como cientistas recebeu varias distinções, como foi o caso da edição do Premio Huntsman, conhecido como o «Nobel» do mar, O prémio Naumann-Thienemann de Limnología, o premio Ramón y Cajal, a Medalha de ouro da Catalunha, que recebeu no ano de 2003.
Foi ainda nomeado por quatro vezes como doutor honoris causa por diversas universidades.
Foi professor da cadeira de Ecologia da Faculdade de Biologia da Universidade de Barcelona até à sua morte que aconteceu no dia 23 de Maio de 2004.
Foi casado com D. Maria Mir.